# Estendes de Verdun
Les trois Estendes de Verdun, appelées également Lignages de Verdun ou bourgeoisie souveraine de Verdun, constituaient, comme dans beaucoup d'autres cités européennes, un groupe de familles patriciennes dont les membres exerçaient le monopole héréditaire des fonctions dirigeantes de la cité.

## Constitution
Ces lignages étaient au nombre de trois, et pour en faire partie il fallait en descendre par voie masculine ou féminine.
Il s'agissait des lignages:
- de la Porte
- d'Azannes
- des Estouff

Loin d'être un système de gouvernance isolé, de nombreuses cités européennes étaient ainsi également dirigées par des lignages patriciens héréditaires tels que les Lignages de Bruxelles, les Paraiges de Metz, les Lignages d'Alten Limpurg de Francfort, les Tribus de Galway, les Lignages de Soria, etc.

## Familles ayant fait partie des Lignages de Verdun
Familles de la Porte, de Cholet, Arnould, Didier, de Saintignon, Wautiers.

## Survivance actuelle
Anne Couvent, l’une des premières familles de la Nouvelle-France, est issue de deux des Lignages de Verdun, de la Porte et d’Estouf par Nicole des Ancherins, son arrière-grand-mère. Elle a de nombreux descendants à travers l’Amérique du Nord,.